# Loraine (California)
Loraine (in precedenza nota come Paris e Paris-Loraine) è un'area non incorporata della contea di Kern, in California. Si trova sulla riva orientale della foce dell'Indian Creek, dove entra nel Caliente Creek, 12 miglia (19,3 km) a nord di Tehachapi, ad un'altitudine di 2 671 piedi (814 m).
L'ufficio postale di Paris inaugurato nel 1903, ha cambiato il suo nome in Loraine nel 1912, chiuso nel 1918, riaperto nel 1922 e chiuso definitivamente nel 1926. La località fu originariamente colonizzata da minatori francesi e alsaziani.